# 田中陽希
田中 陽希（たなか ようき、1983年6月5日 - ）は、日本のプロアドベンチャーレーサー、アウトドアガイド（リバーガイド等）。2007年から2024年7月末までアドベンチャーレースのプロチーム Team EAST WIND に所属していた。

## 人物・来歴
学生時代まで
埼玉県生まれ。父が『北の国から』に影響を受けたため6歳のときに北海道富良野市に移住。旭川大学高等学校、明治大学卒業。大学時代はスキー部でクロスカントリースキーの選手として活躍する。
アドベンチャーレーサー・アウトドアガイドとして
2006年にアドベンチャーレースと出会い、2007年にTeam EAST WINDのトレーニング生、2008年4月に正式メンバーになり、後述のグレートトラバース実行中以外の時は同団体代表の田中正人の右腕のアドベンチャーレーサーとしてチームを支え、2022年からチームキャプテンを務め、2024年7月末に脱退するまで所属した。
この間、群馬県みなかみ町に所在する有限会社カッパクラブで、ラフティングツアーに添乗するリバーガイド等のアウトドアガイドとして勤務しながら、2012年と2013年のパタゴニア・エクスペディションレースに出場し、2年連続2位となる。
幅広くアウトドア活動を実施しており、スキーオリエンテーリングにおいては、2009年3月に北海道留寿都村で開催された世界選手権に日本代表として出場した。
グレートトラバース 日本三百名山ひと筆書き 達成
2014年、208日11時間かけて日本列島に点在する日本百名山を南から北へ徒歩と海峡区間はカヤックだけで全行程7,800kmを人力踏破する「グレートトラバース 日本百名山ひと筆書き」を達成。2015年、221日と11時間かけて日本二百名山に選定されている残りの100座を北から南へ同様に8,000km踏破する「グレートトラバース2 日本二百名山ひと筆書き」を達成。2018年から2021年8月にかけて、すでに踏破した百名山・二百名山に加え、日本三百名山に選定されている全301座を一度に南から北へ踏破する「グレートトラバース3日本三百名山ひと筆書き」を1,310日間で達成した。
いずれの挑戦もアルパインクライマーの平出和也やTeam EAST WINDの先輩アドベンチャーレーサーの駒井研二らを同行カメラマンとし、この挑戦の様子はNHKのBS放送と地上波放送で放映されている。

## 家族
田中は3人兄弟の長男であり、弟もクロスカントリーの選手である。
2014年12月22日、田中は婚姻届けを提出して結婚したことを自身のTwitterアカウントで報告したが、2016年4月1日に離婚していたことを発表した。また2024年8月16日にTeam EAST WINDからの脱退を発表した際には「家族を支える身としての人生を真剣に考え」と記して再婚していたことを仄めかした。

## 出演・著作など

### テレビ出演
- 「グレートトラバース 日本百名山ひと筆書き」 NHK BSプレミアム（2014年、全5回+α）
  - 第一集 屋久島・宮之浦岳から四国・剣山
  - 第二集 紀伊半島・大峰山から南アルプス・北岳
  - 第三集 日本アルプス大縦断！鳳凰山から白馬岳
  - 第四集 富士山・八ヶ岳・尾瀬　関東近辺33座を巡る
  - 第五集 最終回 7800km完全踏破へ！東北～北海道24座を巡る
  - ゴール達成記念 特番
- 「もうひとつのグレートトラバース「密着！百名山人力踏破の舞台裏」」NHK BSプレミアム（2014年）
- 「グレートトラバース 日本百名山ひと筆書き 15min.」NHK BSプレミアム（2014年-2015年、全92回）
- 「グレートトラバース 特別編「百名山一筆書き7,800km完全踏破！」」NHK総合テレビジョン（2015年）
- 「グレートトラバース2 ～日本二百名山一筆書き踏破～」NHK BSプレミアム（2015年-2016年、全6回+α）
  - プロローグ 田中陽希・二百名山へ！新たなる旅立ち
  - 第一集 春～初夏・北海道10座に挑む
  - 第二集 夏・東北～新潟18座に挑む
  - 第三集 夏から秋へ 関東～南アルプス19座に挑む
  - 第四集 秋・日本アルプス大縦断
  - 第五集 晩秋・北アルプスから西へ！
  - 第六集 冬・四国～九州12座 そしてゴールへ
  - ゴール達成スペシャル
- 「グレートトラバース2 15min. ～日本二百名山一筆書き踏破～」NHK BSプレミアム（2016年、全100回）
- 「グレートトラバース外伝 大冒険 パタゴニア ～田中陽希 世界の頂点に挑む～」NHK BSプレミアム（2016年）
- 「グレートトラバース3 ～日本三百名山全山人力踏破～」2018年 NHK BSプレミアム（2018年 - 2021年、全35回+α）
  - プロローグ 冬の北海道大縦断
  - 第一集 厳冬！ 九州南部9座をめぐる
  - 第二集 九州北部大火山地帯をゆく
  - 第三集 日本海絶景ロード&神話の山々をゆく
  - 第四集 四国大縦走！
  - 第五集 大縦走！中国山地＆六甲山
  - 第六集 紀伊山地修行道 8座に挑む
  - 第七集 知られざる古都の名峰 11座へ
  - 第八集 霊峰白山と信仰の山々
  - 第九集 北陸から北アルプスへ 立山・剱岳
  - 第十集 北アルプス 後立山連峰大縦走
  - 第十一集 黒部源流の山々から槍・穂高へ
  - 第十二集 北アルプス最終章 表銀座から乗鞍岳へ
  - 第十三集 飛騨・木曽そして絶景の富士
  - 第十四集 冬の関東・東北1,000kmの旅
  - 第十五集 大豪雪地帯 北信越の山々へ
  - 第十六集 大岩稜地帯 信州・上州の山々へ
  - 第十七集 初夏 八ヶ岳連峰から南アルプス北部
  - 第十八集 中央アルプスから南アルプス新南部へ
  - 第十九集 真夏の南アルプス大縦走！
  - 第二十集 富士山・北岳・間ノ岳 日本のトップ3に挑む
  - 第二十一集 巨大山塊！奥秩父をゆく
  - 第二十二集 日光から尾瀬へ 9座を歩く
  - 第二十三集 尾瀬へ 谷川岳へ 知られざる絶景へ
  - 第二十四集 晩秋 越後の山々 そして佐渡へ
  - 第二十五集 東北豪雪地帯 月山・朝日連峰7座に挑む
  - 第二十六集 厳冬！ 氷雪の越後・会津の7座
  - 第二十七集 白銀の峰々へ～吾妻から那須へ～
  - 第二十八集 早春！東北の名峰5座 に挑む
  - 難関突破スペシャル
  - 第二十九集 百花繚乱！真夏の東北6座
  - 第三十集 千変万化の大パノラマ！岩手・秋田の7座
  - 第三十一集 青森・北海道の6座
  - 第三十二集 冬迫る北の大地をゆく
  - 第三十三集 最難関！日高山脈大縦走
  - 第三十四集 知床・大雪山系 初夏の６座に挑む
  - 最終回 2万キロ踏破!大雪山から利尻
  - 達成スペシャル
- 「グレートトラバース3 プロローグ 15min.「冬の北海道大縦断」」（NHK BSプレミアム（2018年、全4回）
- 「グレートトラバース3 15min.」NHK BSプレミアム（2019年 - 2023年、全325回）
- 「グレートトラバース 田中陽希 501座 7年の軌跡」NHK BSプレミアム（2022年）
- 「グレートトラバース外伝 富士山麓 迷宮レース ～田中陽希 新たなる挑戦～」NHK BSプレミアム（2022年）
- 「グレートトラバース外伝 アメリカ 極限のサバイバルレース ～新キャプテン陽希の挑戦～」NHK BSプレミアム（2022年）
- 「にっぽん百名山 九州の霊峰・英彦山へ ～修験の道“峰入り古道”～」NHK BSプレミアム、BS4K(2023年)
- 「にっぽん百名山 岩と花の尾根をゆく〜谷川岳〜」NHK BSプレミアム、BS4K(2024年)

### DVD
- グレートトラバース ～日本百名山一筆書き踏破～ ディレクターズカット版 NHKエンタープライズ（2015年）
- グレートトラバース2 ～日本二百名山一筆書き踏破～ NHKエンタープライズ（2016年）
- グレートトラバース外伝 大冒険 パタゴニア ～田中陽希 世界の頂点に挑む～ ディレクターズカット版 NHKエンタープライズ（2016年）

### 著書
- 「グレートトラバース 日本百名山ひと筆書き」NHK出版（2015年）
- 「グレートトラバース2 日本2百名山ひと筆書き」NHK出版（2016年）
- 「アドベンチャーレースに生きる! 田中正人×田中陽希 百名山ひと筆書きへの挑戦はEAST WINDのためだった」 山と渓谷社（2016年）
- 「それでも僕は歩き続ける」平凡社（2021年）
- 「日本3百名山ひと筆書き 田中陽希日記」平凡社（2022年）